# Rosa Lohfeyer
Rosa Lohfeyer (* 26. Juli 1956 in Lofer) ist eine österreichische AHS-Lehrerin, Politikerin (SPÖ) und Abgeordnete zum Nationalrat.

## Ausbildung und Beruf
Rosa Lohfeyer besuchte von 1962 bis 1966 die Volksschule und im Anschluss bis 1970 die Hauptschule. Danach wechselte Lohfeyer an ein musisch-pädagogisches Gymnasium, an dem sie 1974 die Matura ablegte. Lohfeyer studierte ab 1974 Romanistik und Geschichte an der Universität Salzburg und schloss ihr Studium 1982 mit dem Titel Mag. phil. ab und erwarb die Lehramtsprüfung für Französisch und Geschichte.
Rosa Lohfeyer absolvierte von 1983 und 1984 ihr Unterrichtspraktikum am Bundesrealgymnasium Salzburg und arbeitete von 1984 bis 1989 für die Sozialberatung des „Verein Treffpunkt“ in Salzburg. Zwischen 1989 und 1995 war Lohfeyer Lehrerin an der Hotelfachschule Bad Hofgastein, 1990 war sie zudem Lehrerin am Gymnasium Sankt Johann im Pongau und seit 1990 arbeitete sie als Lehrerin am Missionsprivatgymnasium St. Rupert. Seit 2007 ist Lohfeyer karenziert. 

## Politik
Lohfeyer ist seit 2004 Gemeindevertreterin der Stadtgemeinde St. Johann im Pongau und war von 2005 bis 2008 Stellvertretende Bezirksfrauenvorsitzende der SPÖ Pongau. 2008 übernahm sie den Vorsitz der Bezirksfrauenorganisation. Lohfeyer ist seit 2005 Mitglied des Bezirksparteivorstandes der SPÖ Pongau und wurde 2005 auch in den Landesparteivorstand der SPÖ Salzburg gewählt. 
Rosa Lohfeyer erhielt nach dem Ausscheiden von Erika Scharer deren Mandat und ist seit dem 7. Februar 2007 Mitglied des Nationalrats. Sie war in der XXIII. Gesetzgebungsperiode Mitglied in den Ausschüssen für Forschung, Innovation und Technologie, für Petitionen und Bürgerinitiativen, für Verkehr sowie Mitglied des Unvereinbarkeitsausschusses.